# Xe bọc thép chở quân Type 96
Xe bọc thép chở quân Kiểu 96 (tiếng Nhật: 96式装輪装甲車 kyū-roku-shiki-sōrin-sōkō-sha) là phiên bản Nhật Bản của phương tiện trinh sát lội nước LAV-25. Xe do hãng Komatsu chế tạo.Được đưa vào sử dụng ở Nhật Bản từ năm 1996,và đã được trang bị 346 chiếc.
|                   | Kiểu 96  | BTR-80  | Stryker  | Boxer    |
| ----------------- | -------- | ------- | -------- | -------- |
| Ảnh               |          |         |          |          |
| Dài               | 6,84m    | 7,65m   | 6,95m    | 7,88m    |
| Rộng              | 2,48 m   | 2,90 m  | 2,72 m   | 2,99 m   |
| Cao               | 1,85 m   | 2,46 m  | 2,64 m   | 2,37 m   |
| Trọng lượng (ước) | 14.5 t   | 13.6 t  | 16.47 t  | 25.2 t   |
| Tốc độ tối đa     | 100 km/h | 90 km/h | 100 km/h | 103 km/h |
| Số lượng chiến sĩ | 2 + 12   | 3 + 7   | 2 + 9    | 3 + 8    |